# Ецен
Ецен (њем. Oetzen) општина је у њемачкој савезној држави Доња Саксонија. Једно је од 29 општинских средишта округа Илцен. Према процјени из 2010. у општини је живјело 1.293 становника. Посједује регионалну шифру (AGS) 3360015.

## Географски и демографски подаци
Ецен се налази у савезној држави Доња Саксонија у округу Илцен. Општина се налази на надморској висини од 49 метара. Површина општине износи 30,8 km². У самом мјесту је, према процјени из 2010. године, живјело 1.293 становника. Просјечна густина становништва износи 42 становника/km².